# Eumastax becharai
Eumastax becharai is een rechtvleugelig insect uit de familie Eumastacidae. De wetenschappelijke naam van deze soort is voor het eerst geldig gepubliceerd in 1976 door Descamps.